# Pierre Werner
Pierre Werner (Saint-André-lez-Lille, 1913 - Ciutat de Luxemburg, 2002) fou un polític luxemburguès, Primer Ministre de Luxemburg durant quatre legislatures, i una figura cabdal en la formació de la Unió Europea.

## Biografia
Va néixer el 29 de desembre de 1913 a Saint André, una població prop de Lilla, de pares luxemburguesos. Després d'estudiar Dret i Ciències polítiques a la Universitat de París va passar a dirigir el Banc General de Luxemburg.
Va ostentar el càrrec de Primer ministre de Luxemburg durant tres legislatures pel Partit Popular Social Cristià. Guanyà les primeres eleccions el 1959, i desenvolupà el càrrec fins al 1974, renovant la seva victòria a les urnes el 1964 i el 1968. El 1974 perdé les eleccions davant Gaston Thorn, i després d'un parèntesi fins al 1979 tornà a guanyar les eleccions aquell any desenvolupant novament el càrrec de Primer Ministre fins al 1984.

## Visió europea
En qualitat de Primer Ministres de Luxemburg, el 1970, Werner va presentar al Consell Europeu i a la Comissió Europea un informe que recull les bases del camí vers a la Unió i Econòmica i Monetària d'Europa. El document fou batejat com a Pla Werner, establert basant-se en tres objectius:
- Convertibilitat irreversible de les monedes comunitàries
- Centralització de la política monetària i creditícia
- Posada en circulació d'una moneda comuna

Pierre Werner fou guardonat amb el Premi Príncep d'Astúries de Ciències Socials, al costat del també luxemburguès Jacques Santer, l'any 1998.
Werner morí el 24 de juny de 2002 a la ciutat de Luxemburg.